# دوان بلير
دوان بلير (بالإنجليزية: DeJuan Blair)‏ مواليد 22 أبريل 1989 في بيتسبرغ، هو لاعب كرة سلة أمريكي. بدأ مسيرته الاحترافية في سنة 2009. تم اختياره من قبل فريق سان أنطونيو سبرز خلال الدرافت. يلعب مع لوس أنجلوس ديفيندرز في دوري الرابطة الوطنية لفئة التطوير كلاعب وسط. يحمل الرقم 45. يبلغ طوله 6 قدم 7 بوصة (2.0 م).

## المسيرة الاحترافية
لعب مع سان أنطونيو سبرز من سنة 2009 إلى 2013، ثم لعب مع نادي كراسني كريليا لكرة السلة في سنة 2011، ثم لعب مع دالاس مافيريكس في موسم 2013–2014، ثم لعب مع واشنطن ويزاردز من سنة 2014 إلى 2016، ثم لعب مع جيانغسو منكي كينج في الدوري الصيني في سنة 2016، ثم لعب مع لوس أنجلوس ديفيندرز في سنة 2017.

## إحصائيات المسيرة

### الموسم الاعتيادي
| السنة   | الفريق           | لعب | بدأ | دقيقة | ميداني% | ثلاثية | حرة  | ارتداد | صنع | استلاب | تصدي | نقطة |
| ------- | ---------------- | --- | --- | ----- | ------- | ------ | ---- | ------ | --- | ------ | ---- | ---- |
| 2009–10 | سان أنطونيو سبرز | 82  | 23  | 18.2  | .556    | .000   | .547 | 6.4    | .8  | .6     | .5   | 7.8  |
| 2010–11 | سان أنطونيو سبرز | 81  | 65  | 21.4  | .501    | .000   | .657 | 7.0    | 1.0 | 1.2    | .5   | 8.3  |
| 2011–12 | سان أنطونيو سبرز | 64  | 62  | 21.3  | .534    | .000   | .613 | 5.5    | 1.2 | .9     | .2   | 9.5  |
| 2012–13 | سان أنطونيو سبرز | 61  | 16  | 14.0  | .524    | .000   | .629 | 3.8    | .7  | .6     | .2   | 5.4  |
| 2013–14 | دالاس مافيريكس   | 78  | 13  | 15.6  | .534    | .000   | .636 | 4.7    | .9  | .8     | .3   | 6.4  |
| 2014–15 | واشنطن ويزاردز   | 29  | 0   | 6.2   | .456    | .000   | .667 | 1.9    | .1  | .2     | .0   | 1.9  |
| 2015–16 | واشنطن ويزاردز   | 29  | 0   | 7.5   | .412    | .000   | .385 | 2.0    | .4  | .3     | .1   | 2.1  |
| المسيرة |                  | 424 | 179 | 16.6  | .524    | .000   | .608 | 5.1    | .8  | .7     | .3   | 6.8  |

### الأدوار الإقصائية
| السنة   | الفريق           | لعب | بدأ | دقيقة | ميداني% | ثلاثية | حرة  | ارتداد | صنع | استلاب | تصدي | نقطة |
| ------- | ---------------- | --- | --- | ----- | ------- | ------ | ---- | ------ | --- | ------ | ---- | ---- |
| 2010    | سان أنطونيو سبرز | 10  | 0   | 9.1   | .500    | .000   | .556 | 3.9    | .5  | .5     | .4   | 3.7  |
| 2011    | سان أنطونيو سبرز | 4   | 0   | 12.5  | .333    | .000   | .600 | 3.3    | .5  | .0     | .3   | 4.3  |
| 2012    | سان أنطونيو سبرز | 10  | 0   | 7.6   | .630    | .000   | .500 | 2.3    | .2  | .3     | .1   | 3.7  |
| 2013    | سان أنطونيو سبرز | 12  | 0   | 6.3   | .618    | .000   | .556 | 2.0    | .6  | .4     | .1   | 3.9  |
| 2014    | دالاس مافيريكس   | 6   | 0   | 13.5  | .593    | .000   | .615 | 6.2    | .2  | 2.0    | .0   | 6.7  |
| المسيرة |                  | 42  | 0   | 8.9   | .546    | .000   | .571 | 3.2    | .4  | .6     | .2   | 4.2  |

## روابط خارجية
- دوان بلير على موقع إن بي أي (الإنجليزية)
- دوان بلير على موقع سبورتس رفرنس (الإنجليزية)
- دوان بلير على موقع كرة السلة الأوروبية.كوم (الإنجليزية)
- دوان بلير على موقع إي إس بي إن.كوم (الإنجليزية)
- دوان بلير على موقع كلية كرة السلة في سبورتس رفرنس.كوم (الإنجليزية)
- دوان بلير على موقع ريلجم (الإنجليزية)
- دوان بلير على موقع بروبوليرز (الإنجليزية)
- دوان بلير على موقع سبورتس رفرنس (الإنجليزية)
- دوان بلير على موقع سبورتس رفرنس (الإنجليزية)